# Jubileummunt Beatrix
De Jubileummunt Beatrix is een speciale zilveren herdenkingsmunt, ter gelegenheid van het 25-jarig regeringsjubileum van koningin Beatrix. Hij werd op 28 april 2005 bij de Koninklijke Nederlandse Munt gepresenteerd.
De munt is ontworpen door kunstenares Germaine Kruip. Voor het ontwerp heeft ze zich laten inspireren door het exacte moment van de eedaflegging op 30 april 1980 om 17.49 uur. Op de voorzijde staat de koningin van rechts afgebeeld, haar profiel wijzend naar links. Over het beeld is de tekst wij zijn aangebracht. Het beeld op de achterzijde is naar een afbeelding die op hetzelfde moment werd gemaakt, alleen dan van links. Hier luidt de tekst samen één.
De Jubileummunt werd in een oplage van één miljoen stuks geslagen en is een wettig betaalmiddel. Er zijn tevens speciale verzamelaarsmunten uitgebracht die eveneens wettig betaalmiddel zijn.

## De Jubileumverzamelmunten

### 10 euromunt
- Metaal: zilver 925/1000
- Gewicht: 17,8 gram
- Diameter: 33 millimeter
- Kwaliteit: Proof
- Nominale waarde: € 10,-
- Ontwerp: Germaine Kruip
- Oplage: 59.754

### 20 euromunt
- Metaal: goud 900/1000
- Gewicht: 8,5 gram
- Diameter: 25 millimeter
- Kwaliteit: Proof
- Nominale waarde: € 20,-
- Ontwerp: Germaine Kruip
- Oplage: 5001

### 50 euromunt
- Metaal: goud 900/1000
- Gewicht: 13,44 gram
- Diameter: 27 millimeter
- Kwaliteit: Proof
- Nominale waarde: € 50,-
- Ontwerp: Germaine Kruip
- Oplage: 3500

Gulden herdenkingsmunten:

Dubbelkop 1980 · Unie van Utrecht · Voetbalvijfje

Nederlandse euro-herdenkingsmunten:

herdenkingsmunten van € 2: Erasmusmunt · Dubbelkop Beatrix-Willem-Alexander · 200 jaar koninkrijk

meerwaardeherdenkingsmunten:

Zilveren vijfjes: Vincent van Gogh Vijfje · Europamunt · Koninkrijksmunt · Vredes Vijfje · Belasting Vijfje · Australië Vijfje · Rembrandt Vijfje · Michiel de Ruyter Vijfje · Architectuur Vijfje · Manhattan Vijfje · Japan Vijfje · Max Havelaar Vijfje · Waterland Vijfje · Schilderkunst Vijfje · Muntgebouw Vijfje · WNF Vijfje · Tulpen Vijfje · Beeldhouwkunst Vijfje · Grachtengordel Vijfje · Vrede van Utrecht Vijfje · Rietveld Vijfje · Vredespaleis Vijfje · De Nederlandsche Bank Vijfje · Van Nelle Vijfje · Waterloo Vijfje · Wadden Vijfje · Jheronimus Bosch Vijfje · Stelling van Amsterdam Vijfje · Johan Cruijff Vijfje · Fanny Blankers-Koen Vijfje · Schokland Vijfje · Wageningen Universiteit Vijfje · Luchtvaart Vijfje · Beemster Vijfje · Market Garden Vijfje · Jaap Eden Vijfje

Zilveren tientjes: Huwelijksmunt · Geboortemunt · Jubileummunt · Koningstientje · Verjaardagstientje
Caribisch Nederland: BES-dollar (2011, 2013)